# 2017年のバレーボール
< 2017年 | 2017年のスポーツ
2017年のバレーボールでは、2017年のバレーボール関連の出来事をまとめる。
2016年のバレーボール - 2017年のバレーボール - 2018年のバレーボール

## できごと

### 1月
- 8日 - この日まで行われた第69回全日本バレーボール高等学校選手権大会（4～8日）において、男子は駿台学園（東京第1）、女子は下北沢成徳高校（東京第1）が優勝[1]。

### 3月
- 22日 - 日本代表として4回のオリンピック出場を果たし、リオ五輪では代表主将を務めた木村沙織（東レアローズ）がチームの本拠地である大津市で正式に引退を表明[2]。25日に埼玉県深谷市で開催されたオールスター戦が最後の試合となり、引退セレモニーでは号泣する場面もあった[3]。

### 5月
- 23日 - 2016年11月に広島県内で自動車を運転中、重傷人身事故を起こした全日本男子監督の中垣内祐一について、22日付で大阪区検が略式起訴し、大阪簡裁が罰金70万円の略式命令を下したことが判明。事故を受け中垣内は対外活動を自粛していたが[4]、6月8日からチームに合流し、正式に代表監督として指揮を執ることを日本バレーボール協会が5月24日に発表した[5]。
- 30日 - 東レアローズが、所属選手で元日本女子代表として2回のオリンピック出場を果たした迫田さおりが現役を引退し、チームを退団することを発表[6]。
- 31日 - 日本バレーボールリーグ機構（Vリーグ機構）が「スーパーリーグ構想」記者会見を行い、2018年に新リーグ「スーパーリーグ」に移行すると発表した[7]。

### 6月
- 7日 - NECレッドロケッツは所属選手で、2014/15Vプレミアリーグ最高殊勲選手に選出された近江あかりが現役を引退してチームを退団することを発表。尚、近江はチーム公式サイトにて「社業に専念する」ことを表明した[8]。
- 14日・15日 - 日本バレーボール協会は14日に東京都内で行った評議員会で現会長の木村憲治の退任を決定[9]。翌15日に行った臨時理事会で当面の会長代行として理事の林孝彦を選出した。同協会は3期連続で会長が退任される異常事態となっている[10]。
- 21日 - 日立リヴァーレに所属していた日本女子代表選手の内瀬戸真実がこの日付でチームを退団した[11]。

### 8月
- 29日 - 日本バレーボール協会は東京都内で行われた臨時理事会で、新会長に1972年ミュンヘン五輪金メダリストで現在は日本バレーボールリーグ機構会長を務める嶋岡健治が就任したことを発表[12]。→6月14日・15日の出来事参照

### 9月
- 26日 - 日本女子代表選手の内瀬戸真実が、イタリアのバレーボールリーグ・セリエA2（イタリア語版）に所属するヘルマエア・オリビア（イタリア語版）に入団することが、クラブの公式Facebookにて公知された[13]。

### 12月
- 24日 - 平成29年度天皇杯・皇后杯全日本バレーボール選手権大会決勝が行われ男子はパナソニック・パンサーズが豊田合成トレフェルサを3-1で下し5年ぶり4回目、女子はトヨタ車体クインシーズが3-2でデンソー・エアリービーズを下し9年ぶり2回目の優勝[14][15]。
- 25日 - 日本バレーボールリーグ機構（Vリーグ機構）は、2018年秋に開幕する新リーグの名称を「V.LEAGUE」にすると発表した[16][17]。

## 結果

### 国内大会

#### 日本
- 第69回全日本バレーボール高等学校選手権大会（春高バレー）（1月4日 - 7日・東京体育館）[1]
  - 男子決勝：駿台学園（東京） 3 - 1 東亜学園 （東京第2）駿台学園は初優勝。
  - 女子決勝：下北沢成徳（東京第1） 3 - 0 就実（岡山）
- 2016/17プレミアリーグ
  - 男子決勝 東レ・アローズ  3 - 1 豊田合成トレフェルサ （8年ぶり3回目）[18]。
  - 女子決勝 NECレッドロケッツ 3 - 2 久光製薬スプリングス（2年ぶり6回目）[19]。
- 2016/17チャレンジリーグ
  - 男子優勝 - 大分三好ヴァイセアドラー
  - 女子優勝 - デンソー・エアリービーズ
  - 男子チャレンジⅡ優勝 - 東京ヴェルディ
  - 女子チャレンジⅡ優勝 - トヨタ自動車ヴァルキューレ
- 黒鷲旗全日本選抜（5月2日 - 7日・大阪市中央体育館)
  - 男子決勝 JTサンダーズ （Vプレミアリーグ） 3 - 2 パナソニック・パンサーズ（Vプレミアリーグ）（2年連続4回目）[20]。
  - 女子決勝 デンソー・エアリービーズ（Vチャレンジリーグ） 3 - 1 日立リヴァーレ（Vプレミアリーグ）（9年ぶり2回目）　[21]。
- 平成29年度天皇杯・皇后杯全日本バレーボール選手権大会
  - 男子決勝：パナソニック・パンサーズ（V・プレミアリーグ） 3 - 1 豊田合成トレフェルサ（V・プレミアリーグ）パナソニックは5年ぶり4回目の優勝。
  - 女子決勝：トヨタ車体クインシーズ（V・プレミアリーグ） 3 - 2 デンソー・エアリービーズ（V・プレミアリーグ）トヨタ車体は9年ぶり2回目の優勝。